# Listă de filme de acțiune din 2002
Aceasta este o listă de filme de acțiune din 2002:
| Titlu                        | Regizor             | Actori                                                  | Țară                                                              | Sub-Gen/Note            |
| ---------------------------- | ------------------- | ------------------------------------------------------- | ----------------------------------------------------------------- | ----------------------- |
| The Adventures of Pluto Nash | Ron Underwood       | Eddie Murphy                                            | Statele Unite ale Americii                                        | [ 1 ]                   |
| Alive                        | Ryuhei Kitamura     | Koyuki, Erika Oda, Hideo Sakaki                         | Japonia                                                           | [ 2 ]                   |
| All About the Benjamins      | Kevin Bray          | Ice Cube, Mike Epps                                     | Statele Unite ale Americii                                        | [ 3 ]                   |
| Aragami                      | Ryuhei Kitamura     | Takao Osawa, Masaya Kato, Kanae Uotani                  | Japonia                                                           | [ 4 ]                   |
| Bad Company                  | Joel Schumacher     | Chris Rock, Anthony Hopkins                             | Statele Unite ale Americii                                        | [ 5 ]                   |
| Ballistic: Ecks vs. Sever    | Kaos                | Lucy Liu, Antonio Banderas, Gregg Henry                 | Statele Unite ale Americii                                        | [ 6 ]                   |
| Black Mask 2: City of Masks  | Tsui Hark           | Andy On, Traci Lords, Jon Polito                        | Hong Kong                                                         | [ 7 ]                   |
| Blade II                     | Guillermo del Toro  | Wesley Snipes, Kris Kristofferson, Ron Perlman          | Statele Unite ale Americii                                        | [ 8 ]                   |
| Bloody Mallory               | Julien Magnat       | Olivia Bonamy, Adria Collado, Jeffrey Ribier            | Franța                                                            | [ 9 ]                   |
| The Bourne Identity          | Doug Liman          | Matt Damon, Franka Potente, Clive Owen                  | Statele Unite ale Americii                                        | [ 10 ]                  |
| Chinese Odyssey 2002         | Jeffrey Lau         | Tony Leung Chiu-Wai, Faye Wong, Vicki Zhao Wei          | Hong Kong                                                         | [ 11 ]                  |
| Collateral Damage            | Andrew Davis        | Arnold Schwarzenegger, Elias Koteas, Francesca Neri     | Statele Unite ale Americii                                        | [ 12 ]                  |
| Derailed                     | Bob Misiorowsky     | Jean-Claude Van Damme, Laura Elena Harring, Tomas Arana | Statele Unite ale Americii                                        | [ 13 ]                  |
| Die Another Day              | Lee Tamahori        | Pierce Brosnan, Halle Berry                             | Regatul Unit al Marii Britanii și al Irlandei de Nord             | [ 14 ]                  |
| Dead or Alive: Final         | Takashi Miike       | Show Aikawa, Riki Takeuchi                              | Japonia                                                           | Science fiction acțiune |
| Equilibrium                  | Kurt Wimmer         | Christian Bale, Emily Watson, Taye Diggs                | Statele Unite ale Americii                                        | Science fiction acțiune |
| Extreme Ops                  | Christian Duguay    | Devon Sawa, Bridgette Wilson-Sampras, Rupert Graves     | Statele Unite ale Americii                                        | [ 17 ]                  |
| Flying Dragon, Leaping Tiger | Allen Lan           | Sammo Hung, Cheng Pei-Pei, Fan Siu-Wong                 | Hong Kong                                                         | [ 18 ]                  |
| Half Past Dead               | Don Michael Paul    | Steven Seagal, Morris Chestnut, Ja Rule                 | Statele Unite ale Americii                                        | [ 19 ]                  |
| Hero                         | Zhang Yimou         | Jet Li, Tony Leung Chiu-Wai, Maggie Cheung              | Republica Populară Chineză · Hong Kong                            | film de arte marțiale   |
| Gangsters                    | Olivier Marchal     | Richard Anconina, Anne Parillaud, Gérald Laroche        | Franța · Belgia                                                   | [ 21 ]                  |
| Minority Report              | Steven Spielberg    | Tom Cruise, Colin Farrell, Samantha Morton              | Statele Unite ale Americii                                        | Science fiction acțiune |
| Naked Weapon                 | Tony Ching          | Maggie Q, Anya, Daniel Wu                               | Hong Kong                                                         | [ 23 ] [ 24 ]           |
| The Nest                     | Florent Emilio Siri | Samy Naceri, Benoît Magimel, Nadia Farès                | Franța                                                            | [ 25 ]                  |
| Old Men in New Cars          | Lasse Spang Olsen   | Kim Bodnia, Tomas Villum Jensen, Nikolaj Lie Kaas       | Danemarca                                                         | [ 26 ]                  |
| Reign of Fire                | Rob Bowman          | Christian Bale, Matthew McConaughey                     | Statele Unite ale Americii                                        | [ 27 ]                  |
| Returner                     | Takashi Yamazaki    | Takeshi Kaneshiro, Anne Suzuki, Kirin Kiki              | Japonia                                                           | Science fiction acțiune |
| La sirène rouge              | Olivier Megaton     | Jean-Marc Barr, Alexandra Negrao, Asia Argento          | Franța                                                            | [ 29 ]                  |
| So Close                     | Corey Yuen          | Shu Qi, Zhao Wei, Karen Mok                             | Regatul Unit al Marii Britanii și al Irlandei de Nord · Hong Kong | [ 30 ]                  |
| Spider-man                   | Sam Raimi           | Tobey Maguire, Willem Dafoe, Kirsten Dunst              | Statele Unite ale Americii                                        | [ 31 ]                  |
| Star Trek: Nemesis           | Stuart Baird        | Patrick Stewart                                         | Statele Unite ale Americii                                        | Science fiction acțiune |
| Steal                        | Gérard Pirès        | Stephen Dorff, Natasha Henstridge, Bruce Payne          | Canada · Franța · Statele Unite ale Americii                      | [ 33 ]                  |
| Sympathy for Mr. Vengeance   | Park Chan-wook      | Shin Ha-kyun, Bae Du-na, Lim Ji-Eun                     | Coreea de Sud                                                     | acțiune thriller        |
| The Sum of All Fears         | Phil Alden Robinson | Ben Affleck, Morgan Freeman, Liev Schreiber             | Statele Unite ale Americii                                        | acțiune thriller        |
| Tongan Ninja                 | Jason Stutter       | Jemaine Clement, Sam Manu, Linda Tseng                  | Noua Zeelandă                                                     | acțiune, comedie        |
| The Transporter              | Corey Yuen          | Jason Statham, Shu Qi, François Berléand                | Franța · Statele Unite ale Americii                               | [ 37 ]                  |
| Tsui Hark's Vampire Hunters  | Wellson Chin        | Ken Chang, Michael Chow Man-kin, Lam Suet               | Hong Kong · Japonia · Țările de Jos                               | [ 38 ]                  |
| The Tuxedo                   | Kevin Donovan       | Jackie Chan, Jennifer Love Hewitt                       | Statele Unite ale Americii                                        | [ 39 ]                  |
| Undercover Brother           | Malcolm D. Lee      | Eddie Griffin, Chris Kattan, Aunjanue Ellis             | Statele Unite ale Americii                                        | acțiune, comedie        |
| xXx                          | Rob Cohen           | Vin Diesel, Asia Argento                                | Statele Unite ale Americii                                        | [ 41 ]                  |
| Yesterday                    | Yun-su Jeon         | Choi Min-su, Kim Seung-woo                              | Coreea de Sud                                                     | [ 42 ]                  |